# Praia Pesqueira
Praia Pesqueira és una localitat de São Tomé i Príncipe. Es troba al districte de Caué, al sud-est de l'illa de São Tomé. La seva població és de 206 (2008 est.). Limita al sud amb Dona Augusta, a l'est amb Ribeira Peixe i al sud-est amb Vila Clotilde. A tota la part meridional de l'illa i del districte la llengua principal és el crioll portuguès anomenat angolar, mentre que a la resta de l'illa parlen el crioll forro.

## Evolució de la població
| 2001 | 2008 |
| 181  | 206  |